# Beatrix Fördős
Beatrix Fördős (7 gennaio 2002) è una calciatrice ungherese, difensore del Norimberga e della nazionale ungherese.

## Carriera

### Club
Fördős si appassiona al calcio fin da giovanissima, iniziando l'attività dall'età di cinque anni con il Vasi Foci Akadémia e giocando nei vari campionati giovanili di categoria fino al 2009.
In seguito si trasferisce al Viktória Szombathely facendo nuovamente tutta la trafila delle giovanili fino ad essere aggregata alla prima squadra dalla stagione 2016-2017. Fa il suo debutto in Női NB I contro il Ferencváros nel febbraio 2017, dove è stata subito riconosciuta come una giocatrice chiave. Resta legata al club anche dopo il cambio di denominazione in Haladás-Viktória dall'estate 2017, collezionando complessivamente in cinque campionati nella massima serie ungherese 74 presenze e segnando 4 reti.
Durante la sessione estiva di calciomercato 2021, il 10 luglio viene annunciato il suo nuovo trasferimento per la sua prima esperienza all'estero in carriera, il campionato italiano, firmando un contratto biennale con la neopromossa Lazio per la stagione entrante.
A disposizione prima del tecnico Carolina Morace e dalla 6ª giornata, in seguito all'esonero dell'ex nazionale italiana, da Massimiliano Catini che la sostituisce fino al termine della stagione, si rivela elemento fondamentale per il suo club, scendendo in campo in 20 dei 22 incontri complessivi di campionato, ma la sua prima stagione in maglia biancazzurra si è rivelata un po' altalenante. Fa il suo esordio in Serie A il 29 agosto, già alla 1ª giornata, nell'incontro casalingo perso 2-1 con la Sampdoria, e dopo aver segnato un autogol contro il Pomigliano, che fissa il definitivo vantaggio per 2-1 per le partenopee, in seguito si fa notare realizzando una doppietta al Verona intervallata dal suo secondo autogol della stagione nel combattuto incontro terminato 4-4. In campionato la sua squadra non riesce a essere incisiva, perdendo anche il suo bomber Adriana Martín durante il calciomercato invernale, riuscendo solo a sprazzi a eguagliare le prestazioni delle avversarie, troppo tardi per evitare però la retrocessione a fine stagione.
Con la Lazio in Serie B Fördős non rinuncia a cogliere l'opportunità offertale dall'Inter, che all'inizio di agosto 2022 annuncia il suo trasferimento al club nerazzurro per la stagione 2022-2023. Nel giugno del 2024, rinnova il proprio contratto con il club nerazzurro fino al 30 giugno 2027.
Il 25 luglio 2025 passa in prestito al Norimberga, neopromosso in Frauen-Bundesliga.

### Nazionale
Fördős inizia a essere convocata dalla Federcalcio ungherese fin dal 2017, inserita nella rosa della formazione under 17 che disputa la seconda fase di qualificazione all'Europeo di Repubblica Ceca 2017. Rimasta in quota anche per le successive qualificazioni agli europei di Lituania 2018 e Bulgaria 2019, matura complessivamente 20 presenze con la U17 senza che la sua squadra riuscisse mai a qualificarsi a una fase finale.
Dal 2019 passa all'under 19, con la quale dopo aver debuttato in amichevole nella vittoria per 5-0 sulla Slovenia del 4 luglio, disputa le qualificazioni all'Europeo di Georgia 2020, ma pur ottenendo il passaggio al turno élite, dovendo rinunciare il torneo causa la cancellazione dello stesso come misura di prevenzione alla pandemia di COVID-19 in Europa.
Chiamata in rosa con la nazionale maggiore dalla selezionatrice Margret Kratz in occasione della partecipazione alla Pinatar Cup 2022 a sostituire all'ultimo momento l'indisponibile Luca Papp, debutta il 16 febbraio 2022 nell'incontro pareggiato 2-2 con la Russia.

## Statistiche

### Presenze e reti nei club
Statistiche parziali aggiornate al 24 gennaio 2025.
| Stagione        | Squadra         | Campionato      | Campionato | Campionato | Coppe nazionali | Coppe nazionali | Coppe nazionali | Coppe internazionali | Coppe internazionali | Coppe internazionali | Altre coppe | Altre coppe | Altre coppe | Totale | Totale |
| Stagione        | Squadra         | Comp            | Pres       | Reti       | Comp            | Pres            | Reti            | Comp                 | Pres                 | Reti                 | Comp        | Pres        | Reti        | Pres   | Reti   |
| --------------- | --------------- | --------------- | ---------- | ---------- | --------------- | --------------- | --------------- | -------------------- | -------------------- | -------------------- | ----------- | ----------- | ----------- | ------ | ------ |
| 2021-2022       | Lazio           | A               | 20         | 2          | CI              | 2               | 0               |                      | -                    | -                    |             | -           | -           | 22     | 2      |
| 2022-2023       | Inter           | A               | 9          | 0          | CI              | 5               | 1               |                      | -                    | -                    |             | -           | -           | 14     | 1      |
| 2023-2024       | Inter           | A               | 8          | 0          | CI              | 1               | 0               |                      | -                    | -                    |             | -           | -           | 9      | 0      |
| 2024-2025       | Inter           | A               | 3          | 0          | CI              | 2               | 0               |                      | -                    | -                    |             | -           | -           | 5      | 0      |
| Totale Inter    | Totale Inter    | Totale Inter    | 40         | 0          |                 | 10              | 1               |                      | -                    | -                    |             | -           | -           | 50     | 3      |
| Totale carriera | Totale carriera | Totale carriera | 40         | 2          |                 | 10              | 1               |                      | -                    | -                    |             | -           | -           | 50     | 3      |